# Safari Park de Pombia
El Safari Park de Pombia es un parque de safari, zoo y parque de diversiones en Pombia, Piamonte, norte de Italia, creado por Angelo Lombardi en 1976, abarca una superficie de 400.000 metros cuadrados.
Después del declive gradual de la vieja estructura, detectado por Orfeo Triberti, propietario desde 1999, el parque tomó su nombre actual y sometido a una notable recuperación y expansión en los años siguientes.
El parque se compone de dos áreas distintas:. el parque de diversiones con sobre treinta atracciones, con animales en corrales o jaulas, y el parque safari donde los animales andan libres y pueden ser observados por los visitantes dentro de sus vehículos y mini locomotora eléctrica.
El parque se ha llegado a un acuerdo de colaboración con la Facultad de Veterinaria de la Universidad de Turín en proyectos de investigación relativos a la patología y bienestar de los animales y la conservación de especies en peligro de extinción.

## Números del Parque
- Es grandes 400.000 m².
- Que alberga a unos 600 animales
- Se trata de 25 km de Aeropuerto de Milán-Malpensa

## Nacimiento del León Blanco
En septiembre de 2004, después de 3 meses de embarazo, una pareja de leones blancos, llamados Flash y Moon, importados al Parque Safari por un zoológico alemán, dio a luz a su primera camada. Durante el parto, han surgido complicaciones que han requerido la intervención farmacológica y, en el segundo día, a la leona se había quitado los cachorros debido a la escasez de leche.
A pesar del uso de incubadoras y el uso de la alimentación artificial, los cachorros se infectaron por un virus que los llevó a la muerte en menos de un mes.
Dos años después, en 2006, de la pareja, nacido y sobrevive hasta la edad adulta, por la primera vez en Italia, una leona blanca,  llamada Ashanti.
La pequeña, como afirma el biólogo del parque, Cathrin Schröder, fue removida inmediatamente del atención parental de su madre, Moon no se preocupaba por ella, si el animal fue alimentado artificialmente por la leche en polvo de alto valor proteico.

## Galería de fotos

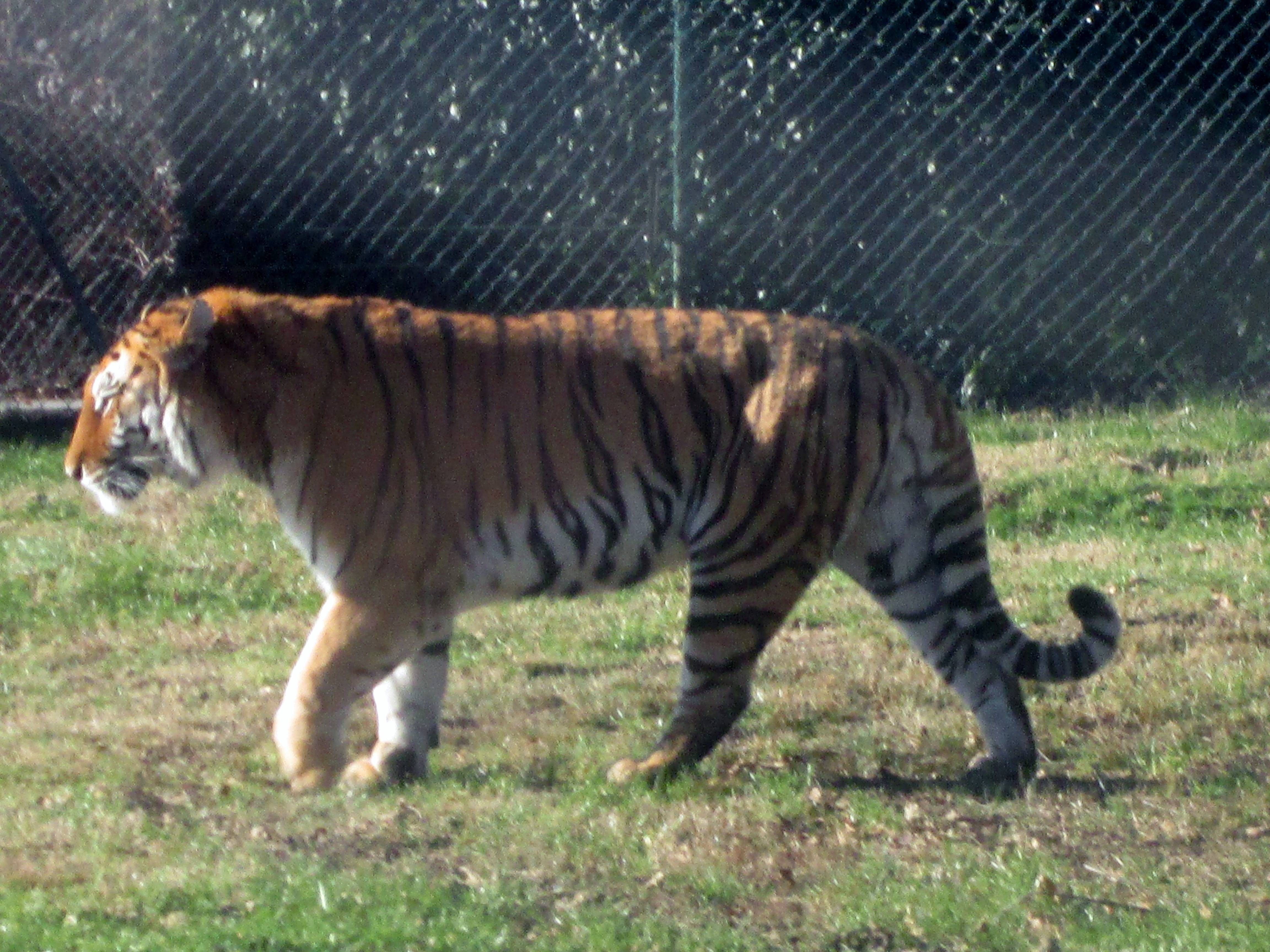
Panthera tigris altaica
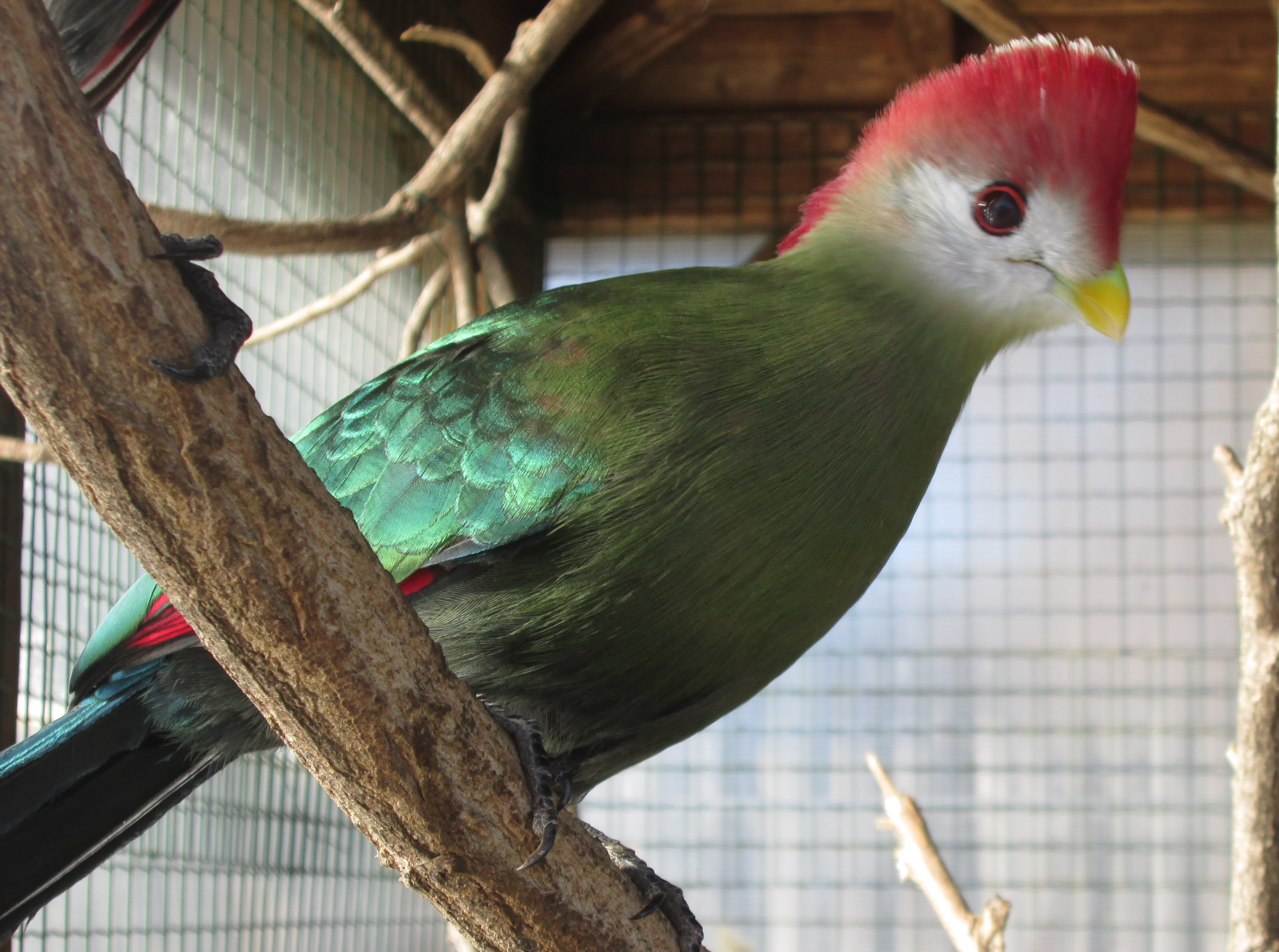
Tauraco erythrolophus
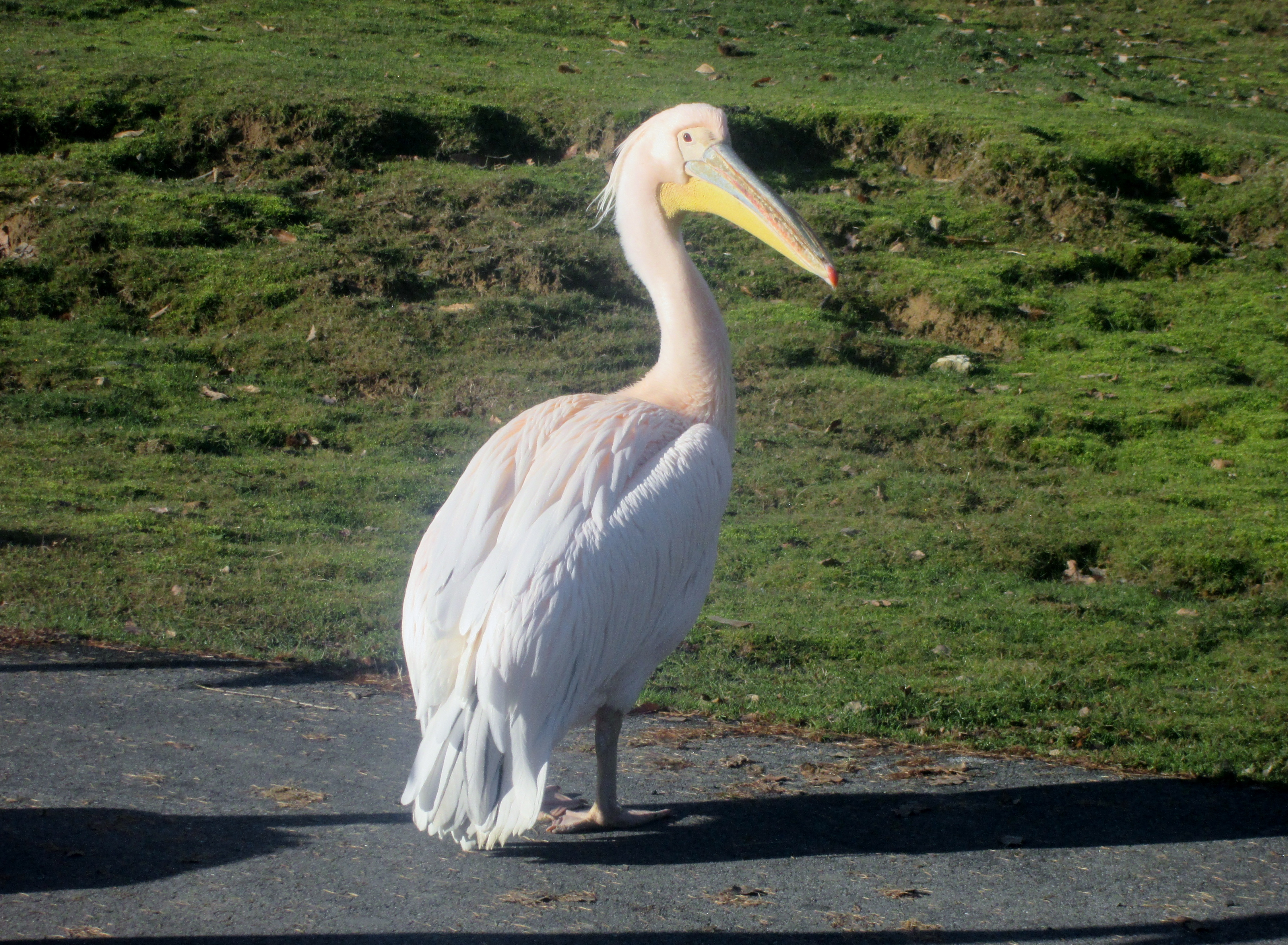
Pelecanus onocrotalus
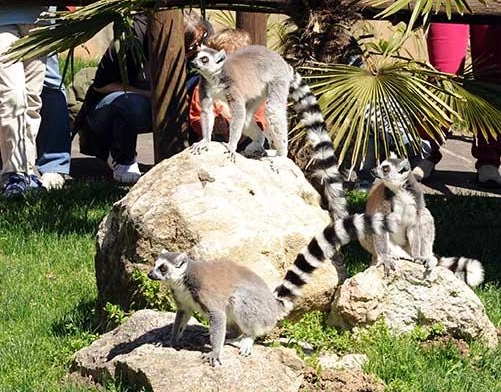
Lemur catta
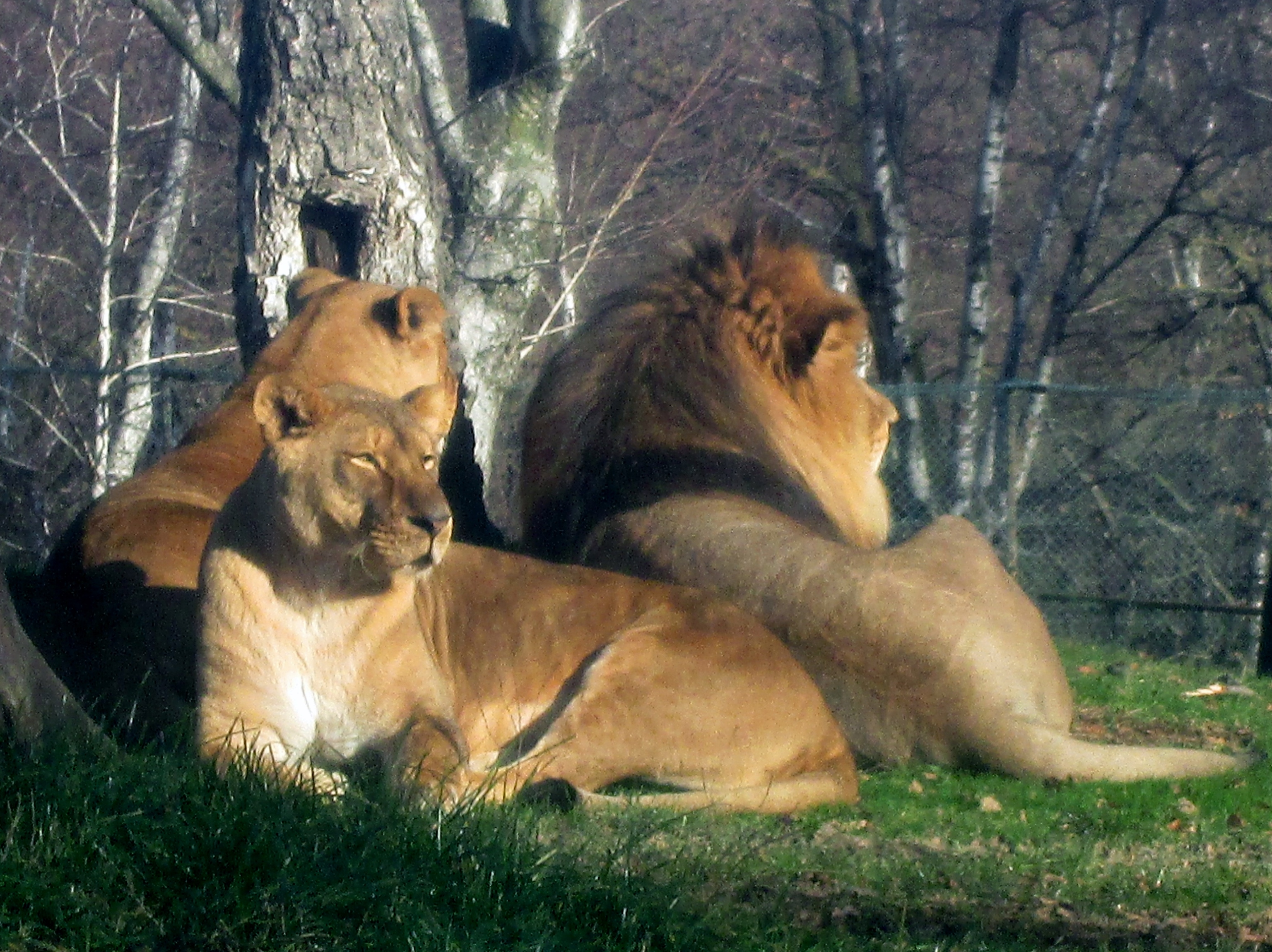
Panthera leo
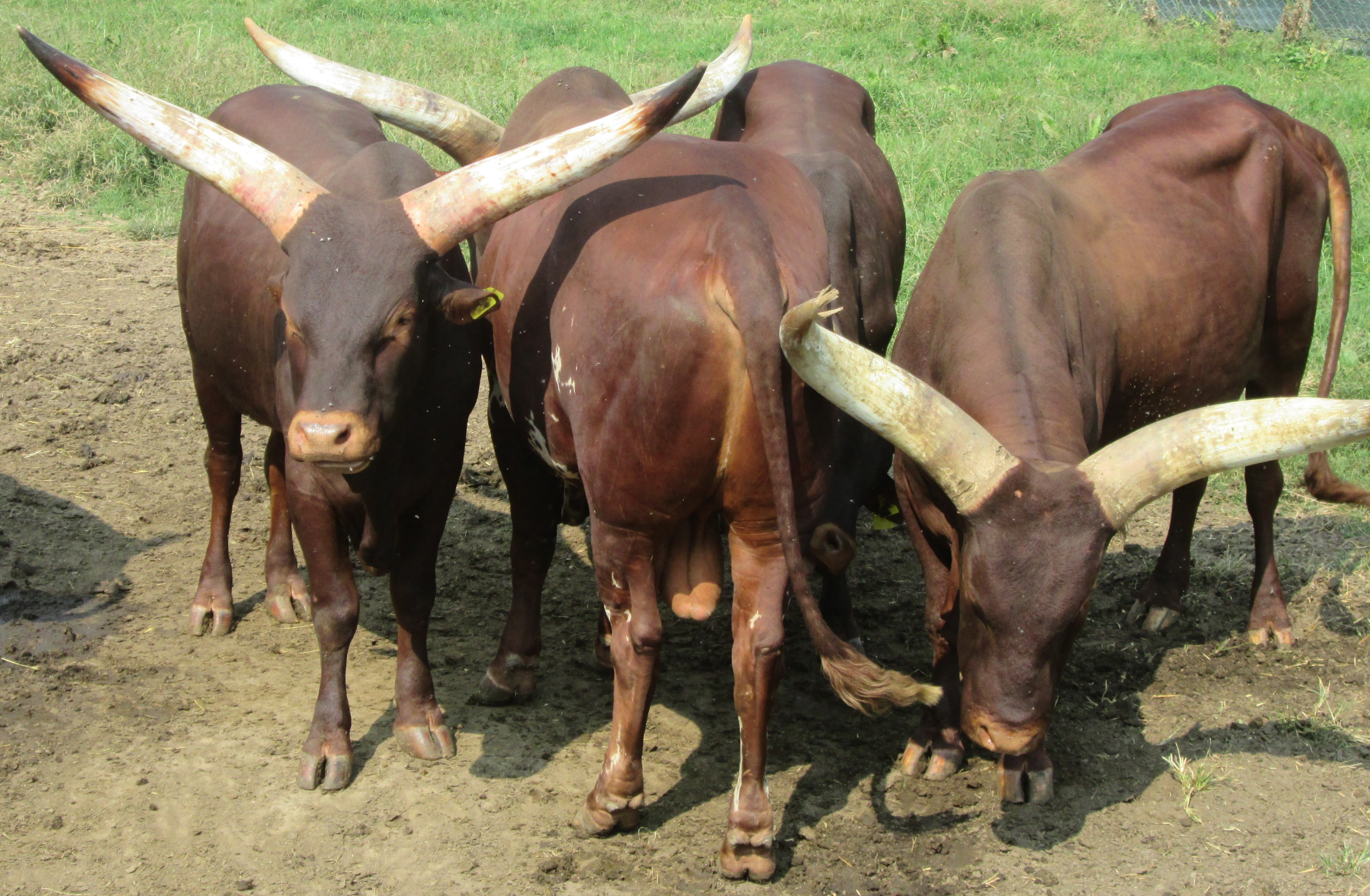
Vaca Watusi